# Armando Babaioff
Armando Babaioff Nascimento, lepiej znany jako Armando Babaioff (ur. 1 kwietnia 1981 w Recife w stanie Pernambuco) – brazylijski aktor teatralny, filmowy i telewizyjny.

## Życiorys
Ukończył Escola Técnica Estadual de Teatro Martins Penna i wydział sztuk teatralnych Uniwersytet Federalny w Rio de Janeiro (UNIRIO; Universidade Federal do Estado do Rio de Janeiro). W 1996 r. z Grupo Rebelatos zadebiutował na scenie w sztuce Borboletas. W 2004 r. wystąpił w roli Benjamina Braddocka w spektaklu Pierwsza noc mężczyzny (A Primeira Noite de um Homem) w reżyserii, tłumaczeniu i adaptacji Miguela Falabelly na podstawie powieści Charlesa Webba, dzięki której powstał film Absolwent (1967) z Dustinem Hoffmanem. Wygrał tę główną rolę po rywalizacji z 300 kandydatami.
W 2006 roku zadebiutował w telewizji w telenoweli Rede Globo Na kartach życia (Páginas da vida), grając postać Felipe. W 2008 r. pojawił się jako Benoliel da Conceição w telenoweli Rede Globo Dwie twarze (Duas Caras).
Występował na scenie w spektaklach: O Santo e a Porca Ariano Suassuny (2008) w reż. João Fonsecy, A Gota D'água Chico Buarque i Paulo Pontesa (2009), Na Solidão dos Campos de Algodão Bernarda-Marie Koltesa (2009), RockAntygona według Sofoklesa (2010), A Escola do Escândalo Miguela Falabelly (2011), A Propósito de Senhorita Júlia Augusta Strindberga (2012) i O Que Você Mentir Eu Acredito Felipe Barenco (2013).

## Wybrana filmografia
- 2006: Na kartach życia (Páginas da vida) jako Felipe Martins de Andrade Telles
- 2007: O Profeta jako Mateus (dorosły)
- 2007: Linha Direta jako José Manoel
- 2007: Dwie twarze (Duas Caras) jako Benoliel da Conceição
- 2008: Casos e Acasos jako Gil
- 2008: Faça Sua História jako Paulinho
- 2009: Malhação jako Marcos Resende
- 2010: Força-tarefa jako Caio
- 2010: Ti Ti Ti jako Thales Salmerón
- 2012: Dercy de Verdade jako Homero Kossac
- 2012: As Brasileiras jako Pedro
- 2013: Sangue Bom jako Érico Rabelo
- 2014: Joia Rara jako Aderbal Feitosa
- 2014: Doce de Mãe jako Artur
- 2015: Sangue Azul jako Benigno